# Helmut Thaler
Helmut Thaler (n. 22 ianuarie 1940, Imst, Tirol, Austria) este un sănier ce a reprezentat Austria, medaliat olimpic. A participat la o ediție a Jocurilor Olimpice (1964) în care a câștigat o medalie de argint.

## Participări
Lista de mai jos prezintă principalele competiții la care a participat Helmut Thaler de-a lungul carierei.
- Sanie la Jocurile Olimpice de iarnă din 1964 – proba de dublu[*]